# 金容建
金容建（1946年5月8日—），韓國男演員，或譯金容健。

## 簡歷
金容建於1967年透過MBC特招聲優出道。其後，他在1976年作爲防衛軍服役時，因捲入大麻事件，而被下達無限期出演停止的命令。實際上，他並沒有吸食大麻，但爲了保全隊友，他主動要求自己背黑鍋。在事件發生約4年後，他打破自己在演藝圈的空白期，以演技再次抓住了觀眾的心，達到演技和人氣的高峰。1977年，金容建結婚，並在其後喜獲兩個兒子。婚姻持續十九年後，夫妻於1996年因經濟原因離婚。當時，他負上了數十億韓元債務，債臺高築使其生活陷入困境，但目前已全部還清。
金容建透過在韓國史上最長壽的電視劇《田園日記》中飾演金容真一角，以端正誠實的公務員形象獲觀眾認知。其後，在1994年的《首爾之月》中以老頭子形象，成功挑戰不同面貌的角色。在年紀漸長後，他經常飾演財閥會長的角色。在2010年代，他以《我獨自生活》首次挑戰出演綜藝節目，因此在年輕人中也有了粉絲，成功在新一代積累了認知度。因爲他是獨居中年齡最大的彩虹家族成員，所以被其他成員稱爲教父。2018年6月，他終於以老么的身份出演了自己夢寐以求的《花樣爺爺》。

## 家族
兒子河正宇（本名：金聖勳）、車賢宇（本名：金英勳，原屬歌唱團體Yes Brown成員）皆是演員。

## 影視作品

### 電視劇
- 1981年：MBC《女人列傳－張禧嬪》飾演 東平君
- 1989年：MBC《朝鮮王朝五百年－破門》飾演 正祖李祘
- 1989年：KBS《一半失敗》
- 1991年：KBS《小偷的妻子》
- 1996年：KBS《媽媽出差中》
- 1997年：KBS2《婚紗（朝鲜语：웨딩드레스 (드라마)）》
- 1999年：MBC《奔向陽光》飾演 鄭英健/洙彬富
- 2001年：MBC《美味關係》飾演 張泰光
- 2001年：MBC《洪國榮》
- 2001年：MBC《醫家四姐妹》飾演 旻朴思
- 2001年：MBC《商道》飾演 吉天九
- 2001年：KBS《女子是什麼?》
- 2002年：MBC《羅曼史》飾演 李英奎
- 2002年：MBC《三劍客》飾演 崔哲坤
- 2003年：MBC《天鵝湖》
- 2003年：KBS《夏日香氣》飾演 珉宇 父
- 2003年：MBC《跳動的人生》飾演 金奉洙
- 2003年：MBC《她是最棒的》
- 2004年：KBS《致父親母親》
- 2005年：MBC《第五共和國》飾演 金泳三
- 2005年：MBC《我們結婚吧》
- 2006年：KBS《白雲階梯》飾演 尹博士
- 2007年：MBC《文熙》飾演 劉賢宗
- 2007年：MBC《還是喜歡你》飾演 徐俊奎會長
- 2007年：MBC《空港城市》
- 2008年：KBS《媽媽發怒了》飾演 金振奎
- 2008年：MBC《每天夜晚》飾演 張吾成
- 2008年：SBS《妻子的誘惑》飾演 具英秀
- 2009年：KBS《松藥局的兒子們》飾演 吳英達
- 2009年：SBS《吞噬太陽》飾演 柳江鉉
- 2010年：MBC《被稱為神的男子》飾演 姜太浩
- 2010年：MBC《黃金魚》飾演 韓慶山
- 2010年：MBC《逆轉女王》飾演 泰熙的父親
- 2010年：SBS《微笑，媽媽》飾演 申琦峰
- 2011年：MBC《不屈的兒媳婦》飾演 文世鎮
- 2011年：KBS《烏鵲橋兄弟》飾演 車鉉載
- 2012年：MBC《阿娘使道傳》飾演 崔太爺
- 2012年：MBC《兒子傢伙們》飾演 韓炳國
- 2013年：SBS《主君的太陽》飾演 中元的父親
- 2013年：MBC《Drama Festival－混蛋逃出記》飾演 領議政
- 2013年：SBS《結婚三次的女人》飾演 金會長
- 2014年：JTBC《密會》飾演 徐畢遠
- 2014年：SBS《異鄉人醫生》飾演 洪燦盛
- 2014年：MBC《命中注定我愛你》飾演 車會長
- 2014年：KBS《家人之間為何這樣》飾演 文大五
- 2015年：MBC《不屈的車女士》飾演 吳東八
- 2015年：MBC《Kill Me Heal Me》飾演 車建豪
- 2016年：MBC《結婚契約》飾演 韓成國
- 2016年：tvN《灰姑娘與四騎士》飾演 姜忠道
- 2017年：tvN《她愛上了我的謊》飾演 賢廷的父親
- 2017年：JTBC《有品位的她》飾演 安澤東
- 2018年：SBS《善良魔女傳》飾演 宋泰俊
- 2018年：MBC《牽著手，看夕陽西下》飾演 南鎮泰
- 2020年：JTBC《雙甲路邊攤》飾演 甲乙超市會長

### 電影
- 2003年：《大韓民國憲法第1條》
- 2003年：《南男北女》
- 2003年：《英語完全征服》
- 2004年：《綁架愛情100天》
- 2005年：《歐羅拉公主》
- 2006年：《黑道千金逼我嫁3》
- 2006年：《醜女大翻身》
- 2009年：《國家代表》
- 2012年：《胡狼來了》
- 2013年：《全國歌唱比賽》
- 2013年：《王牌巨猩》
- 2016年：《再見單身》

## 綜藝節目

### 綜藝固定出演
| 播放 日期     | 播放 日期     | 電視台 | 節目名稱           | 季度   | 集數 |
| 首播          | 終映          | 電視台 | 節目名稱           | 季度   | 集數 |
| 2013年7月26日 | 2017年1月20日 | MBC    | 我獨自生活         | 第一季 |      |
| 2018年6月29日 | 2018年8月24日 | tvN    | 花樣爺爺           | 第四季 | 9集  |
| 2019年4月28日 |               | KBS2   | 社長的耳朵是驢耳朵 |        |      |

### 綜藝嘉賓出演
| 播出日期      | 電視台 | 節目名稱   | 集數  | 備註 |
| 2019年2月24日 | O'live | 大家的廚房 | EP-02 |      |
| 2019年3月24日 | O'live | 大家的廚房 | EP-06 |      |
| 2019年4月21日 | O'live | 大家的廚房 | EP-10 |      |

## 獲獎
- 2001年：MBC演技大賞 特別獎
- 2008年：KBS演技大賞 男配角
- 2008年：KBS演技大賞 最佳情侶獎

## 外部連結
- 金容建的Instagram帳戶
- NAVER （页面存档备份，存于）